# Апостол, Мария Васильевна
Мари́я Васи́льевна Апо́стол  (07.02.1922 — ?) — звеньевая Кишинёвского совхоза-училища виноделия и виноградарства, Молдавская ССР, Герой Социалистического Труда (30.04.1966).

## Биография
Родилась 7.02.1922 в с. Суручены (в советское время — Кутузовский район МССР). Дочь крестьянина-виноградаря.
Работала в совхозе-заводе «Гратиешты» села Ставчены Криулянского района Молдавской ССР (с 1963 — Кишинёвский совхоз-училище виноделия и виноградарства, ныне — Кишинёвский национальный колледж виноградарства и виноделия), с 1959 г. — звеньевая виноградарской бригады № 4.
Применяя на практике рекомендации учёных, из года в год добивалась хороших показателей.
В 1973 г. на закреплённой площади 26 га её звено получило урожайность винограда 123 ц/га.
Герой Социалистического Труда (30.04.1966).
Депутат Верховного Совета Молдавской ССР 7-го созыва.